# Женская сборная Зимбабве по софтболу
Женская национальная сборная Зимбабве по софтболу — представляет Зимбабве на международных софтбольных соревнованиях. Управляющей организацией является Ассоциация софтбола Зимбабве (англ. Zimbabwe Softball Association).

## Результаты выступлений

### Чемпионаты мира
| Год        | Победы         | Поражения      | Место          |
| ---------- | -------------- | -------------- | -------------- |
| 1965—1982  | не участвовали | не участвовали | не участвовали |
| 1986       | 0              | 11             | 12             |
| 1990—н. в. | не участвовали | не участвовали | не участвовали |